# Ouranopithecus macedoniensis
Ouranopithecus macedoniensis  — доісторичний вид орангутанів з пізнього міоцену Греції
Цей вид відомий за трьома знахідками в Північній Греції (в місцевостях Ravin de la Pluie, Халкідіки та Xirochori). Знайдені рештки черепа, що датуються 9,6—8,7 мільйона років — трохи старше за рештки O. turkae.. З цього деякі науковці роблять висновок, що O. macedoniensis є прямим предком O. turkae, хоча найбільш поширеною є версія, що вони є сестринськими таксонами

## Етимологія
Видова назва macedoniensis походить від місця знайдених решток — Македонія, Греція.

## Середовище існування та харчування
Дослідження зубів O. macedoniensis показало, що вони жили в відкритих травостоях і чагарниках із рідкісними деревами й харчувалися жорсткими коріннями і горіхами.

## Морфологія
Обличчя O. macedoniensis було великим і широким, орбіти очей прямокутні, розміри тіла досить великі, емаль корінних зубів товста, ікла у самців сильно видатні, що вважається ознакою статевого диморфізму і внутрішньовидової конкуренції.